# Fang Li-č'
Fang Li-č' (čínsky 方励之, pchin-jin: Fāng Lìzhī; 12. února 1936 - 6. dubna 2012) byl čínský astrofyzik, disident a politický aktivista. Jeho liberální názory byly jedním podnětů, které vedly k demonstracím na náměstí Nebeského klidu, které v roce 1989 vyústily v masakr na náměstí Nebeského klidu. Za svou práci získal v roce 1989 Cenu lidských práv Roberta F. Kennedyho. V roce 1980 se stal členem Čínské akademie věd, ale v roce 1989 z ní byl vyloučen.

## Život a kariéra v Číně
Fang se narodil 12. února 1936 v Pekingu. Jeho otec pracoval u železnice. V roce 1948 vstoupil do tajné mládežnické organizace, která byla přidružena ke Komunistické straně Číny (KSČ).
V roce 1952 začal studovat na katedře fyziky na Pekingské univerzitě. Tam se také seznámil se svou budoucí manželkou Li Šu-sien (čínsky 李淑娴, pchin-jin: Lǐ Shūxián). Fang i Li patřili mezi nejlepší studenty v ročníku. Po absolvování Pekingské univerzity, vstoupil do KSČ, pracoval v Institutu moderní fyziky a zapojil se do tajného čínského atomového programu.
V roce 1957 během Hnutí sta květů, když byli lidé vybízeni, aby veřejně vyjádřili svůj názor a kritiku na KSČ. Fang a Li proto začali psát straně dopis obsahující jejich kritiku vzdělávacího systému. Během Kampaně proti pravičákům byla veškerá kritika z Hnutí sta květů interpretována jako "útoky vůči straně" a všichni kritici označeni za "pravičáky" a podle toho potrestáni. Li byla za svou kritiku KSČ vyloučena ze strany a odsouzena k tvrdým pracím v Čaj-tchangu poblíž Pekingu. Fang nebyl vyloučen ze strany okamžitě, ale byl vyřazen z atomového programu a od prosince 1957 do srpna 1958 vykonával těžké práce v městě Can-chuang v provincii Che-pej. Začátkem roku 1959 byl Fang vyloučen z KSČ. V srpnu 1958 byl Fang převelen na fakultu Čínské vědecko-technologické univerzity. I přes své zkušenosti s Kampaní proti pravičákům vydal v Guanming Daily článek, kterým vyzýval studenty k nezávislému myšlení.

## Politický aktivismus
Poté, co na konci 70. let 20. století Čína prošla řadou reforem, zejména ekonomických, bylo Fangovo členství v KSČ obnoveno. Během té doby zastával řadu akademických pozic. Mezi nimi byl ředitel výzkumné skupiny pro astrofyziku na Čínské vědecko-technologické univerzitě na této univerzitě zastával i pozici šéfredaktora akademického časopisu. Také byl ředitel výzkumné skupiny pro historii vědy. Také byl předseda čínské společnosti gravitace a relativní astrofyziky. V roce 1984 byl Fang jmenován viceprezidentem Čínské vědecko-technologické univerzity. Fang byl v této roli velmi aktivní, například pomohl zřídit dálnopis pro Čínskou vědecko-technologickou univerzitu.
Fang byl mezi studenty velmi oblíbený. Také psal eseje do populárních časopisů, přednášel na univerzitách o různých tématech. Jeho eseje a přednášky vyjadřovaly jeho liberální politické názory, úvahy o historii a kritiku dogmat KSČ. Také zdůrazňoval sociální zodpovědnost intelektuálů. Koncem roku 1986 Fang společně s Sü Liang-jingem a Liou Pin-jenem napsali dopisy známým "pravičákům" z Kampaně proti pravičákům z roku 1957, ve kterých navrhovali setkání na památku této události.
V prosinci 1986 ve více než tuctu čínských měst demonstrovali vysokoškolští studenti. Požadovali větší ekonomické a politické svobody. Fang byl proti demonstrování, protože věřil, že demonstrace KSČ potlačí. Proto přesvědčoval své studenty na Čínské vědecko-technologické univerzitě, aby neodcházeli mimo kampus. Teng Siao-pching ozančil studentské demonstrace za výsledek "buržoazní liberalizace" a rozhodl se vyloučit tři členy strany jakožto šiřitele těchto myšlenek. Těmi třemi vyloučenými členy měli být Fang Li-č, Liou Pin-jen a Wang Žuo-wang.
Teng nařídil tehdejšímu generálnímu tajemníkovi KSČ Chu Jao-pangovi, aby je vyloučil ze strany, ale Chu odmítl, kvůli tomu byl lednu 1987 odvolán z funkce generálního tajemníka.
Fang byl podruhé vyloučen z KSČ v únoru roku 1987. Poté proslul tím, že KSČ shromáždila jeho eseje a rozeslala je do mnoha regionálních kanceláří za účelem přezkoumání a kritiky.

## Události roku 1989
V únoru 1989 Fang shromáždil řadu známých intelektuálů, aby napsali otevřený dopis Teng Siao-pchingovi, ve kterém budou požadovat amnestii pro aktivistu za lidská práva Wej Ťing-šenga, který byl v té době ve vězení. Fangova manželka Li Šu-sien byla zvolena, aby se stala lidovou zástupkyní okresu Chaj-tien, kde se nachází Pekingská univerzita. Fang a Li diskutovali a předávali svoje politické názory některým studentům na Pekingské univerzitě. Mezi těmito studenty byli i Wang Tan a Liou Kang. Tito dva a další se poté stali vůdci studentských protestů na Náměstí nebeského klidu v roce 1989. Fang ani Li se samotného protestu aktivně neúčastnili. 5. června 1989, den poté, co čínská vláda zahájila násilné potlačení demonstrantů, Fang a Li šli na velvyslanectví USA v Pekingu, kde dostali azyl. V té době už čínská vláda zařadila Fanga a jeho manželku Li na první místa seznamu hledaných osob zapojených do protestů. Během svého pobytu na americké ambasádě napsal Fang svou esej s názvem "Čínská amnézie", ve které kritizoval KSČ a její potlačování lidských práv a také ostatní státy, které před tím zavírají oči.
Fang a jeho manželka zůstali na velvyslanectví USA v Pekingu do 25. června 1990. Poté jim bylo čínskými úřady dovoleno odletět do Británie. Toto rozhodnutí bylo částečně výsledkem důvěrných jednání mezi Henrym Kissingerem, zastupujícím amerického prezidenta George H.W. Bushe a Teng Siao-pchingem. Dalším faktorem, který zapříčinil toto rozhodnutí bylo falešné přiznání Fanga, pokus o intervenci amerického poradce pro národní bezpečnost Brenta Scowcrofta a nabídka japonské vlády obnovit půjčky ČLR výměnou za vyřešení "problému Fang Li-č".
V roce 1989 získal Fang Cenu lidských práv Roberta F. Kennedyho. V roce 1991 uspořádal V New Yorku konferenci ohledně Tibetu. To byl jeden z prvních otevřených dialogů mezi Číňany a Tibeťany. Byl také poradcem mezinárodní kampaně pro Tibet.